# Vladislav Poljašov
Vladislav Sergeevič Poljašov (in russo Владислав Сергеевич Поляшов?; Čeboksary, 4 aprile 1995) è un ginnasta russo.

## Biografia
Poljašov ha vinto la medaglia d'argento con la squadra della Russia agli Europei juniores di Montpellier 2012. Due anni dopo ha disputato a Nanning i suoi primi campionati mondiali ottenendo il quinto posto sempre nel concorso a squadre.
Ha partecipato alle Universiadi di Taipei 2017 vincendo la medaglia d'argento alla sbarra, dietro al francese Axel Augis, e giungendo inoltre al terzo posto con la squadra russa. Il concorso a squadre gli ha fruttato pure la prima medaglia ai campionati mondiali, un argento, essendo presente a Doha 2018 in qualità di atleta di riserva.
Vladislav Poljašov ha guadagnato la medaglia di bronzo al cavallo con maniglie agli Europei di Stettino 2019, classificandosi terzo dietro Cyril Tommasone e Max Whitlock. Ha poi ottenuto un altro bronzo in occasione dei II Giochi europei che si sono svolti a Minsk nel giugno dello stesso anno, piazzandosi in terza posizione nel concorso individuale. Con la Russia ha vinto la medaglia d'oro nel concorso a squadre ai Mondiali ai Stoccarda 2019.